# Universidad Estatal de Luisiana
Universidad Estatal de Luisiana (inglés: Louisiana State University), conocida como LSU o Louisiana State, es una universidad pública de la ciudad de Baton Rouge, estado de Luisiana, Estados Unidos. 
LSU es el campus principal del Sistema Universitario Estatal de Luisiana.

## Galería de imágenes

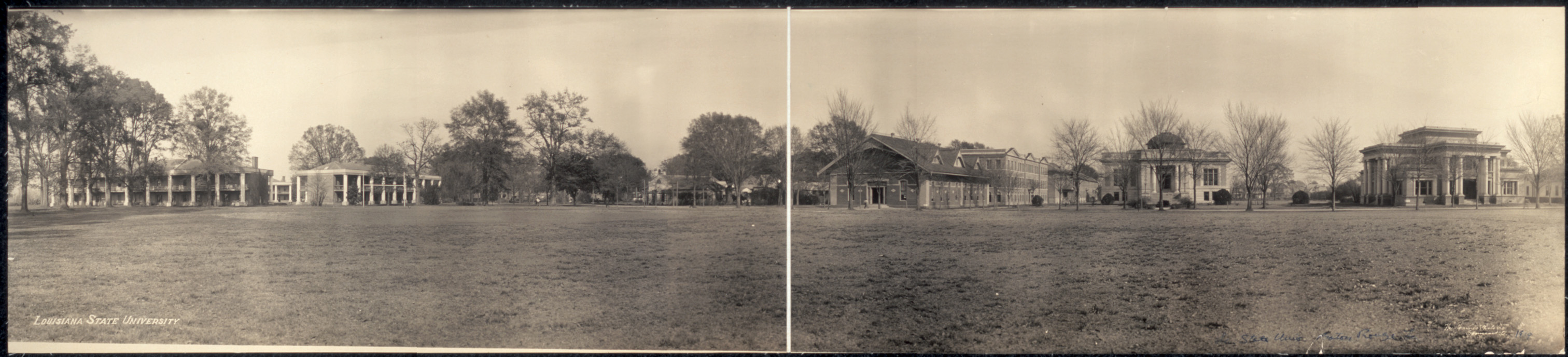
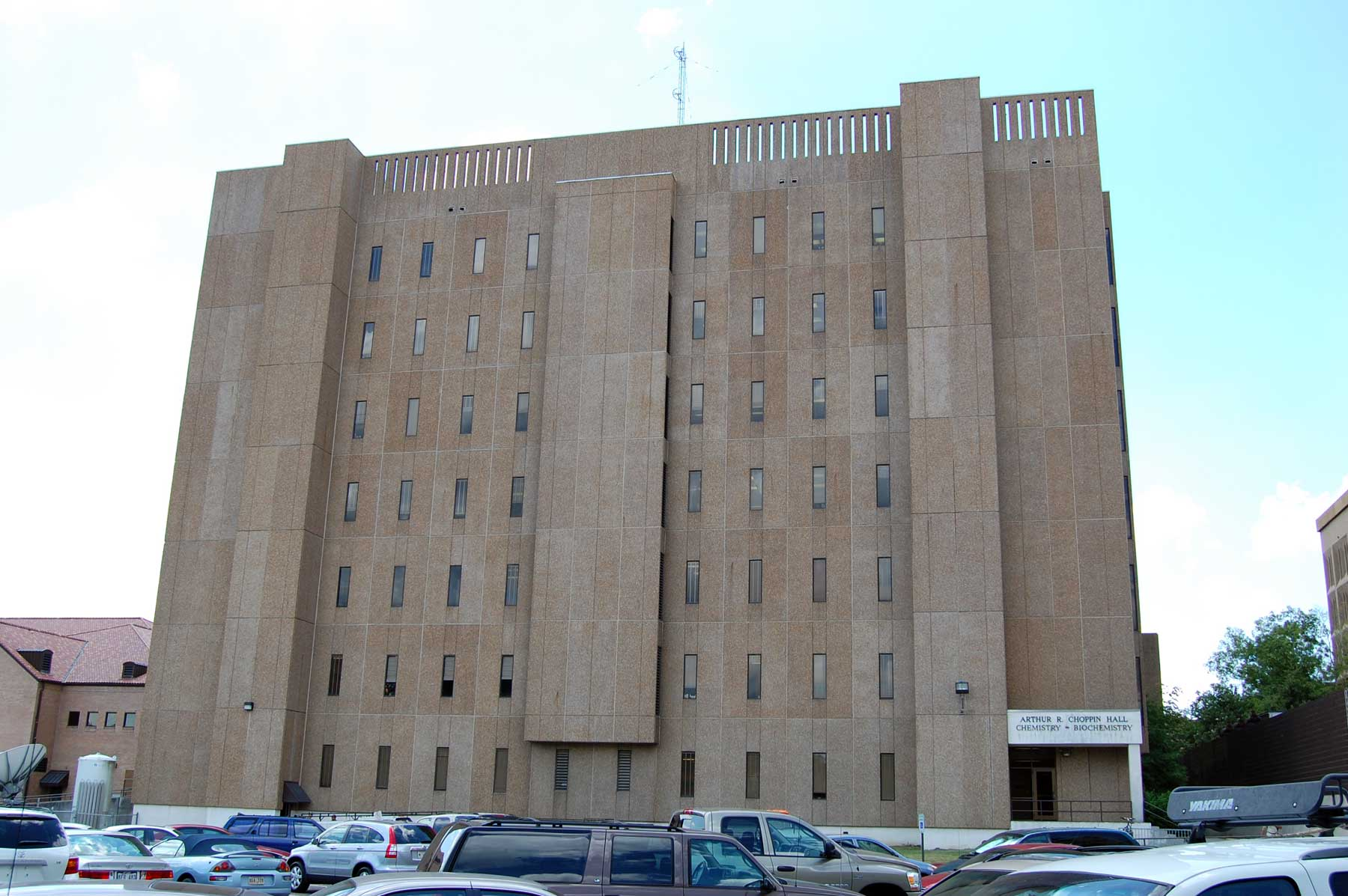
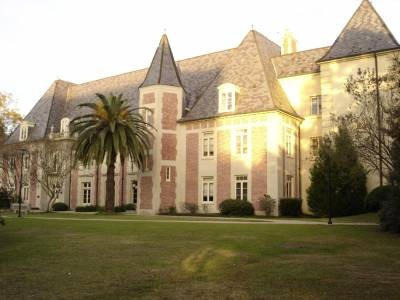
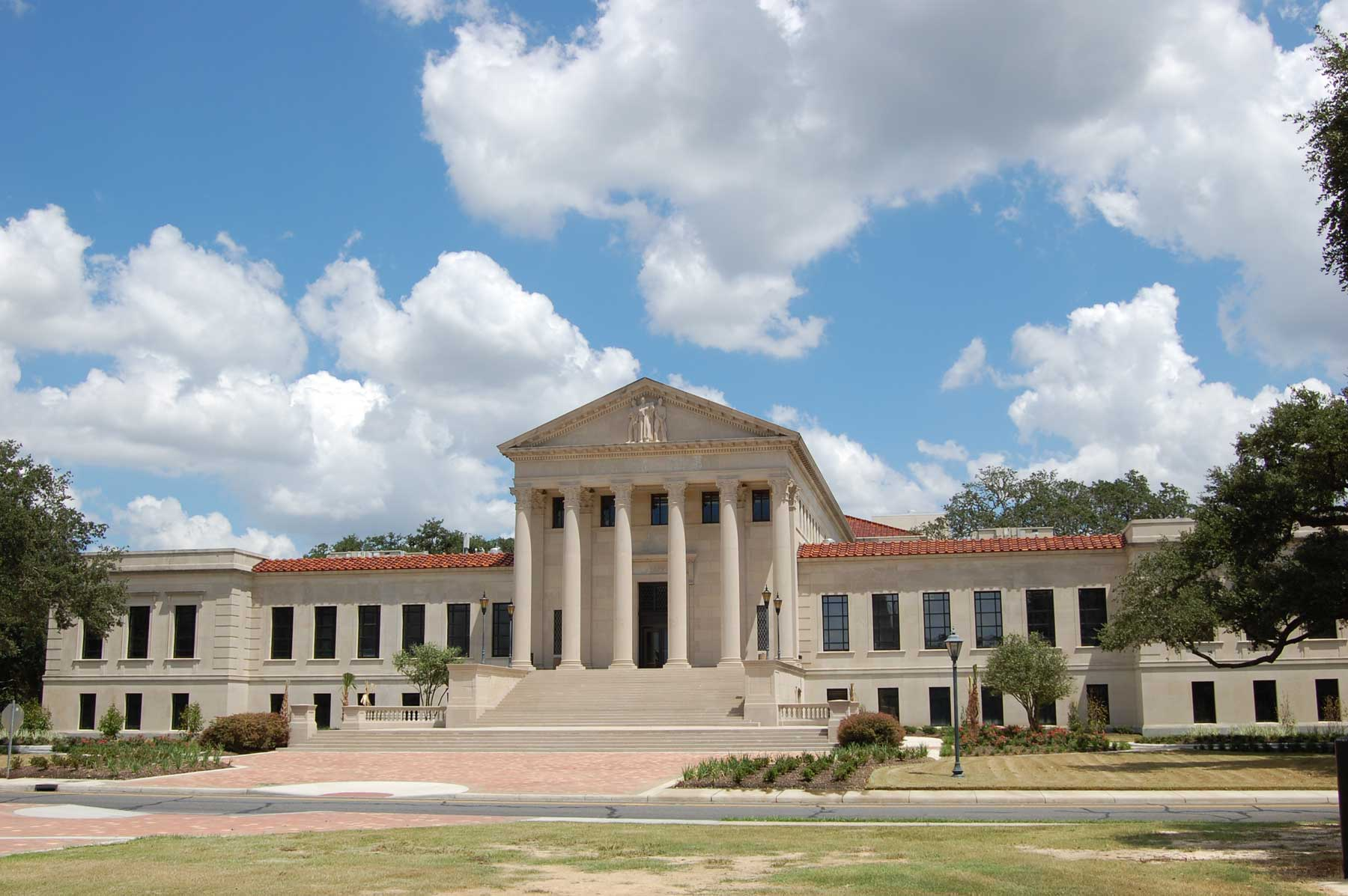
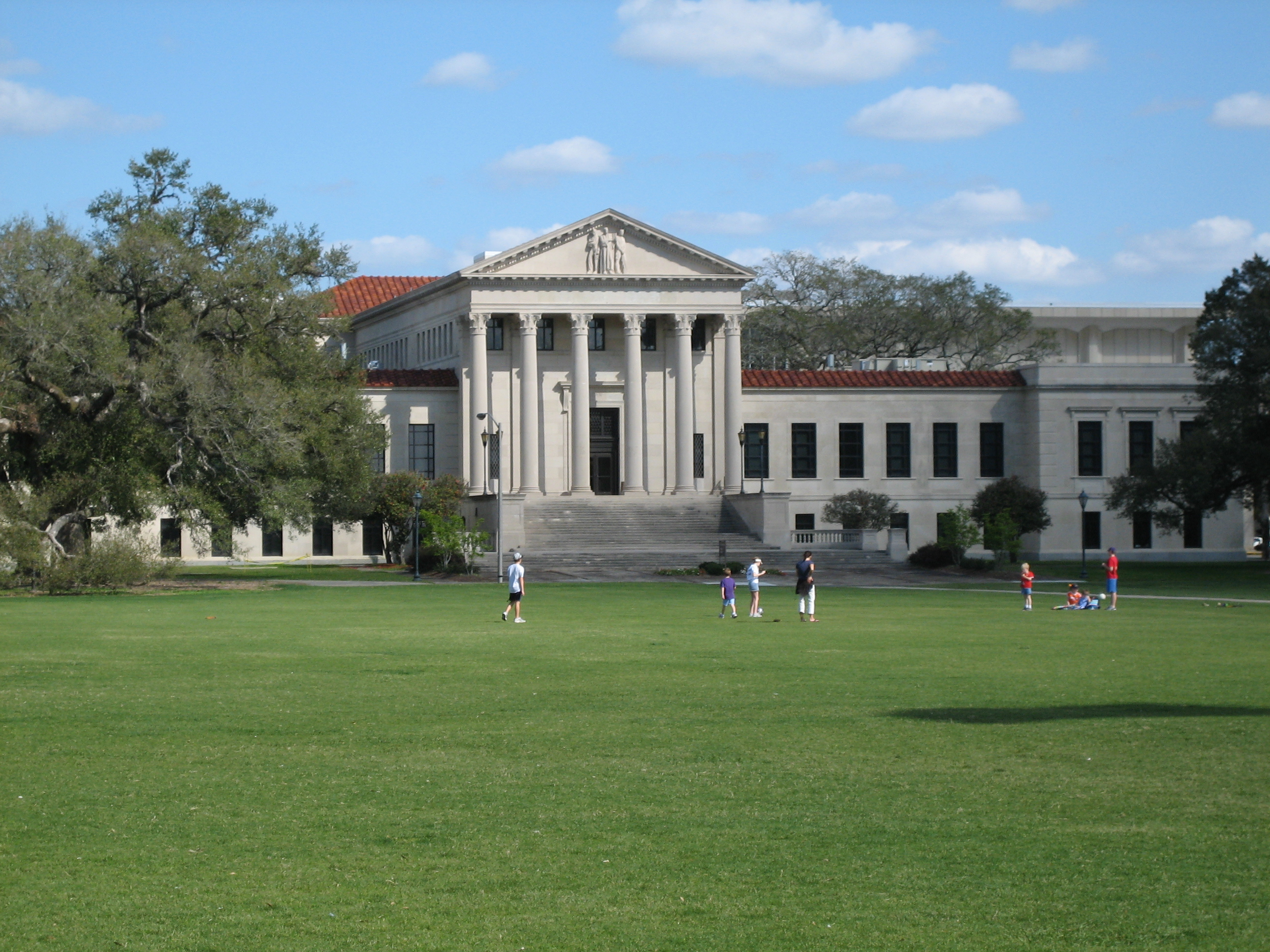
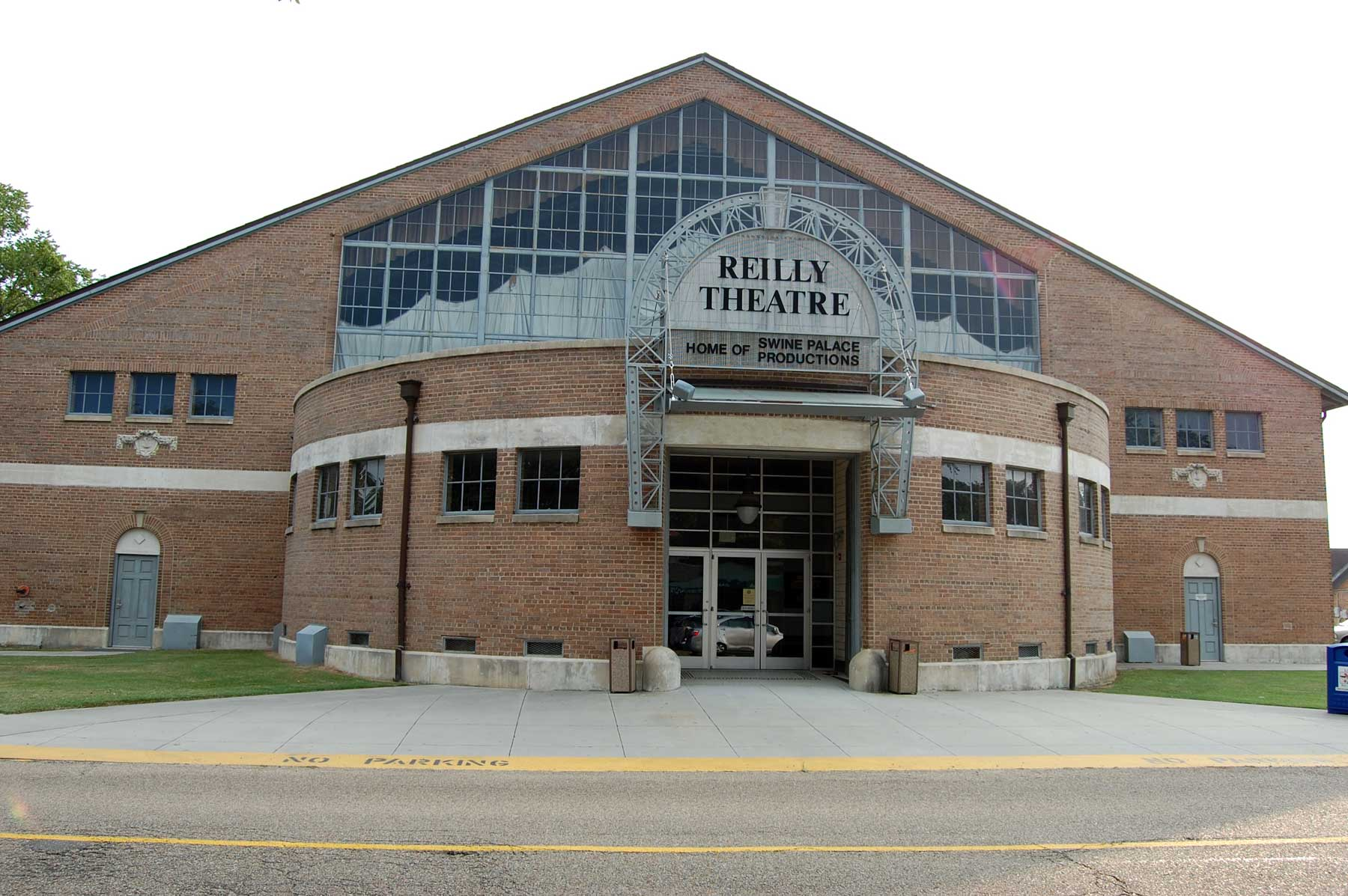
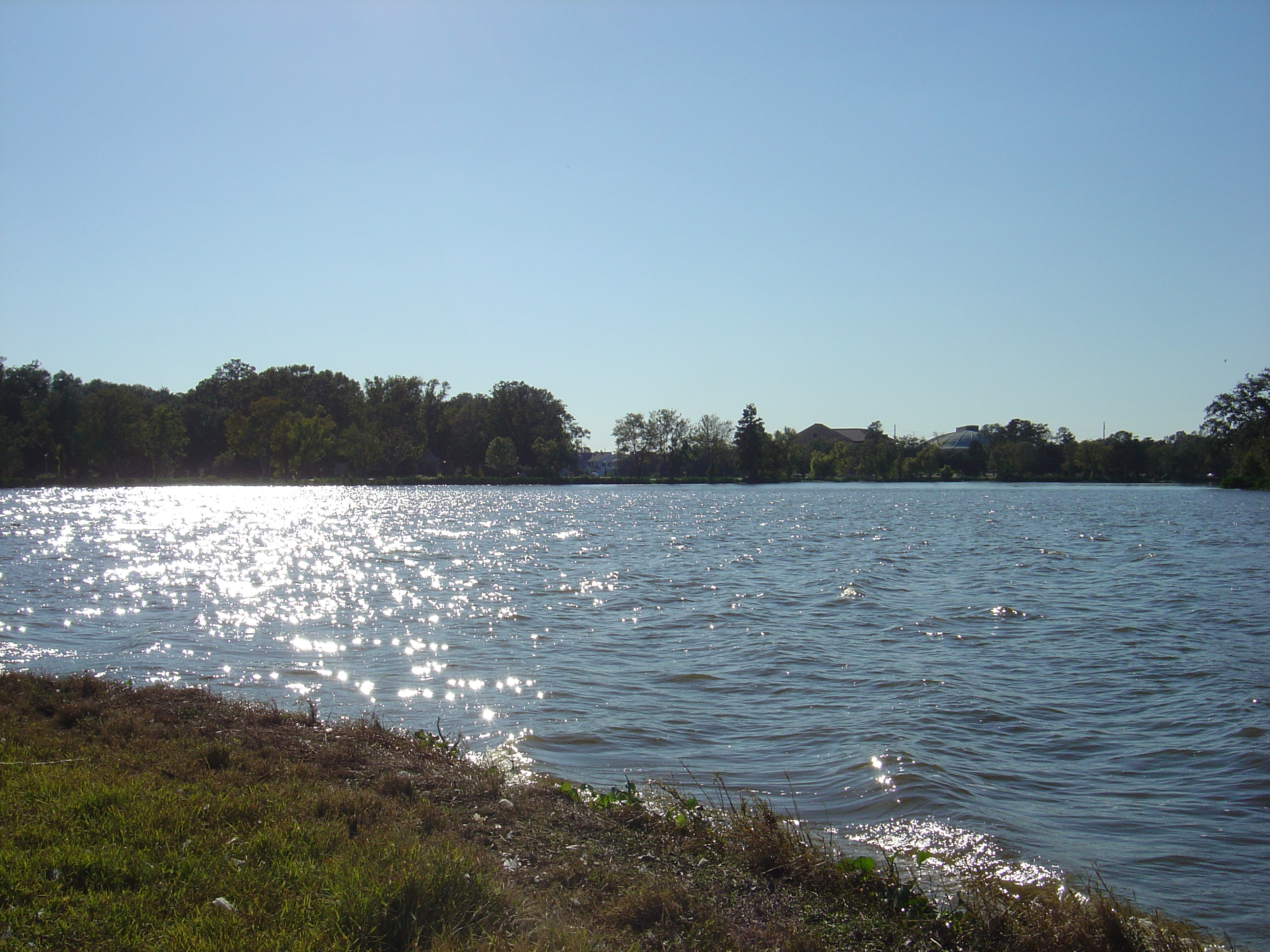
Ing. Donald R. Ocon

- Datos: Q1521725
- Multimedia: Louisiana State University / Q1521725